# Joshua Dobbs
Robert Joshua „Josh“ Dobbs (geboren am 26. Januar 1995 in Alpharetta, Georgia) ist ein US-amerikanischer American-Football-Spieler auf der Position des Quarterbacks. Er spielte College Football für die University of Tennessee und steht seit 2025 bei den New England Patriots in der National Football League (NFL) unter Vertrag. Zuvor spielte Dobbs in der NFL bereits für die San Francisco 49ers, die Pittsburgh Steelers, die Jacksonville Jaguars, die Cleveland Browns, die Tennessee Titans, die Arizona Cardinals und die Minnesota Vikings.

## College
Dobbs besuchte die Alpharetta High School in seiner Heimatstadt Alpharetta im Großraum von Atlanta, Georgia. Ab 2013 ging er auf die University of Tennessee, um College Football für die Tennessee Volunteers zu spielen. Er kam bereits als Freshman aufgrund einer Verletzung von Starter Justin Worley zum Einsatz und ersetzte ihn für den Rest der Saison als Starter. Mit 59,5 % angebrachten Pässen für 695 Yards und zwei Touchdowns bei sechs Interceptions in fünf Spielen, davon vier als Starter, überzeugte er nicht und ging als dritter Quarterback hinter Worley und Nathan Peterman in sein zweites Jahr am College, kam aber aufgrund einer Verletzung von Worley erneut zum Einsatz, als er bei der Partie gegen die Alabama Crimson Tide besser spielte als Peterman, der ebenfalls zum Einsatz kam. Anschließend war er für den Rest der Saison Starter, führte Tennessee zu einem Sieg in einem Bowl Game über Iowa und verzeichnete in sechs Partien, davon fünfmal als Starter, eine Passquote von 63,6 %, neun Touchdownpässe bei sechs Interceptions und acht erlaufene Touchdowns.
In der Folge war Dobbs in seinem dritten Jahr bei den Volunteers als Stammspieler gesetzt und führte sein Team in den folgenden beiden Jahren zu zwei weiteren Siegen in Bowl Games. Gegen die Georgia Bulldogs gelang ihm 2016 eine Hail Mary über 43 Yards auf Jauan Jennings zum 34:31-Sieg. Dobbs bestritt 35 Spiele als Starter für Tennessee, von denen er 23 gewann. Er stellte bei den Volunteers neue Bestmarken für Rushing-Yards eines Quarterbacks insgesamt (2160) sowie in einer Saison (831 in der Spielzeit 2016) auf, ebenso wie für die meisten erlaufenen Touchdowns eines Quarterbacks insgesamt (32) sowie in seiner Saison (12 in der Saison 2016). Seine 7138 Yards Raumgewinn im Passspiel sind der fünftbeste Wert in der Geschichte der Volunteers, seine insgesamt 9360 Yards der drittbeste (nach Peyton Manning und Casey Clausen).

## NFL

### Backup in Pittsburgh, Jacksonville, Cleveland und Detroit (2017–2022)
Dobbs wurde im NFL Draft 2017 in der vierten Runde an 135. Stelle von den Pittsburgh Steelers ausgewählt. Dort sollte er potentiell als Backup oder als langfristige Option für die Nachfolge des langjährigen Starters Ben Roethlisberger, der sich im Herbst seiner NFL-Karriere befand, aufgebaut werden. Als Rookie kam er hinter Roethlisberger und dessen seit 2013 etabliertem Ersatz Landry Jones in der Regular Season nicht zum Einsatz. In der Vorbereitung auf die Saison 2018 konkurrierte Dobbs mit Jones um den Platz als dritter Quarterback im Kader hinter Roethlisberger und Drittrundenpick Mason Rudolph, dabei erhielt er dank guter Leistungen in der Saisonvorbereitung den Vorzug.
In seiner zweiten NFL-Saison kam Dobbs zu seinen ersten Einsätzen in der Liga. Am 4. November 2018 ersetzte er bei der Partie gegen die Baltimore Ravens Roethlisberger für einen Spielzug und brachte bei 2nd & 20 einen Pass für 22 Yards auf JuJu Smith-Schuster an. Insgesamt kam Dobbs zu Kurzeinsätzen in fünf Partien, bei denen er sechs von zwölf Pässen für 43 Yards anbrachte, eine Interception warf und elf Yards bei vier Versuchen erlief.
Am 9. September 2019 gaben die Steelers Dobbs für einen Fünftrundenpick an die Jacksonville Jaguars ab, bei denen sich Starter Nick Foles im Auftaktspiel verletzt hatte und ansonsten nur Rookie Gardner Minshew im Kader stand. Er kam 2019 bei den Jaguars nicht zum Einsatz und wurde vor Beginn der Saison 2020 im Rahmen der Kaderverkleinerung auf 53 Spieler entlassen, die Jaguars entschieden sich für Rookie Jake Luton als Backup von Minshew. Daraufhin nahmen die Steelers Dobbs über die Waiver-Liste wieder unter Vertrag.
In der Saison 2020 kam Dobbs bei den Steelers zu einem Einsatz am 17. Spieltag gegen die Cleveland Browns, bei dem er vier von fünf Pässen für zwei Yards anbrachte und 20 Yards bei zwei Versuchen erlief. Am 19. April 2021 unterschrieb er für die Saison 2021 erneut in Pittsburgh. Er wurde vor Beginn der Saison wegen einer Zehenverletzung auf die Injured Reserve List gesetzt und stand 2021 in der Regular Season nicht auf dem Feld.
Am 14. April 2022 nahmen die Cleveland Browns Dobbs unter Vertrag. Dort war er Backup von Jacoby Brissett, kam aber nicht zum Einsatz. Am 28. November 2022 wurde er von den Browns entlassen, da ihr etatmäßiger Starter Deshaun Watson nach elf Spielen Sperre zurückkehrte und mit Brissett und Kellen Mond bereits zwei weitere Ersatzquarterbacks im Kader standen. Am 5. Dezember 2022 nahmen die Detroit Lions Dobbs nach einem Probetraining für ihren Practice Squad unter Vertrag.

### Vom Ersatz zum Starter für Tennessee, Arizona und Minnesota (seit 2022)
Am 21. Dezember 2022 nahmen die Tennessee Titans Dobbs aus dem Practice Squad der Lions für ihren aktiven Kader unter Vertrag, nachdem ihr Starter Ryan Tannehill sich verletzt hatte. Für die Partie am 17. Spieltag gegen die Dallas Cowboys, die sportlich bedeutungslos war, da unabhängig vom Ausgang dieser Partie sich am letzten Spieltag im direkten Duell gegen die Jacksonville Jaguars entscheiden würde, wer Sieger der AFC South werden und damit den Einzug in die Play-offs schaffen würde, wurde Dobbs erstmals in seiner Karriere zum Starter ernannt. Zuvor hatte Tannehills Ersatz Malik Willis in drei Einsätzen als Starter nicht überzeugen können und jeweils keine 100 Passing-Yards geschafft. Gegen die Cowboys gelang ihm mit einem 7-Yards-Pass auf Robert Woods sein erster Touchdownpass in der NFL. Bei seinem Debüt als Starter in der NFL, das die Titans mit 13:27 verloren, brachte Dobbs 20 von 39 Pässen für 232 Yards und einen Touchdown bei einer Interception und einem verlorenen Fumble an. Daraufhin wurde er auch für das entscheidende Spiel in Woche 18 gegen die Jaguars zum Starter ernannt. Gegen die Jaguars verloren die Titans mit Dobbs als Starter trotz langer Führung mit 16:20 und verpassten damit den Einzug in die Play-offs. Dobbs brachte 20 von 29 Pässen für 179 Yards bei einem Touchdown und einer Interception an. Mit knapp drei Minuten verbleibender Zeit auf der Uhr verlor er nach einem Sack den Ball, den die Jaguars zum letztlich entscheidenden Touchdown in die Endzone zurücktrugen.
Im März 2023 nahmen die Cleveland Browns Dobbs erneut unter Vertrag. Am 24. August 2023 gaben die Browns Dobbs zusammen mit einem Siebtrundenpick im Austausch gegen einen Fünftrundenpick an die Arizona Cardinals ab. Bei den Browns hatte sich zuvor Rookie Dorian Thompson-Robinson mit einer starken Saisonvorbereitung als Nummer-zwei-Quarterback hinter Deshaun Watson empfohlen, während bei den Cardinals Starting-Quarterback Kyler Murray wegen einer Kreuzbandverletzung aus der Vorsaison fehlte und sein geplanter Ersatz Colt McCoy ebenso wie die weiteren Alternativen im Kader von Arizona nicht hatte überzeugen können. McCoy wurde noch vor Saisonbeginn entlassen, und Dobbs erhielt gegenüber dem in der fünften Runde ausgewählten Rookie Clayton Tune den Vorzug, um als Starting-Quarterback der Cardinals in die Saison zu gehen.
In acht Spielen für Arizona brachte Dobbs 62,8 % seiner Passversuche an, erzielte 1569 Yards Raumgewinn im Passspiel und warf acht Touchdownpässe bei fünf Interceptions. Mit einem Team, das zu den schwächsten der Saison zählte, gewann er nur eine von acht Partien. Am 31. Oktober 2023 gaben die Cardinals Dobbs zusammen mit einem Siebtrundenpick im Austausch gegen einen Sechstrundenpick an die Minnesota Vikings ab. Bei den Vikings hatte sich zuvor der Starter Kirk Cousins einen Achillessehnenriss zugezogen, und auch sein etatmäßiger Backup Nick Mullens fehlte verletzungsbedingt. Bei den Cardinals war Dobbs aufgrund der absehbaren Rückkehr von Murray entbehrlich geworden, zudem stand mit Tune ein dritter Quarterback im Kader, den man testen wollte.
Bereits fünf Tage nach seinem Trade zu den Vikings kam Dobbs am 9. Spieltag gegen die Atlanta Falcons zum Einsatz. Ursprünglich hatte Rookie Jaren Hall das Spiel als Quarterback der Vikings begonnen, er musste jedoch wegen einer Gehirnerschütterung bereits im ersten Viertel ausgewechselt werden, weshalb Dobbs übernehmen musste. Nach einem wackligen Start in die Partie mit einem Safety und zwei verlorenen Fumbles führte Dobbs die Vikings letztlich zu einem 31:28-Sieg. Dabei gelang ihm bei Rückstand mit 2:08 verbleibender Zeit auf der Uhr ein Drive über 75 Yards, den er mit einem Touchdownpass auf Brandon Powell abschloss. Insgesamt verzeichnete Dobbs in dieser Partie 20 angekommene Pässe bei 30 Versuchen für 158 Yards und zwei Touchdowns sowie sieben Läufe für 66 Yards. Dobbs’ Performance galt insofern als bemerkenswert, als dass er vor dem Spiel nicht mit dem Team trainiert hatte, da man alle Trainingserfahrung dem unerfahrenen Rookie Hall hatte zukommen lassen, und da er laut eigener Aussage teils noch nicht einmal die vollständigen Namen der meisten seiner Mitspieler kannte. Für diese Leistung wurde er als NFC Offensive Player of the Week ausgezeichnet. Dobbs ging auch in die folgende Woche als Starter und erzielte beim 27:19-Sieg gegen die New Orleans Saints mit 268 Yards Raumgewinn im Passspiel einen neuen Karrierebestwert. Nach einer Niederlage gegen die Denver Broncos in der folgenden Woche zeigte Dobbs vor allem am 12. Spieltag gegen die Chicago Bears keine gute Leistung und warf vier Interceptions. Die Vikings verloren auch dieses Spiel.
Am 14. Spieltag wurde Dobbs bei der Partie gegen die Las Vegas Raiders im vierten Viertel beim Stand von 0:0 ausgewechselt, nachdem er bis dahin lediglich 10 von 23 Pässen für 63 Yards angebracht hatte, und durch Nick Mullens ersetzt. Mullens brachte 9 von 13 Pässen für 83 Yards an und die Vikings gewannen das Spiel mit 3:0. Daraufhin wurde Mullens für das Spiel in Woche 15 zum neuen Starter ernannt.
Im März 2024 nahmen die San Francisco 49ers Dobbs unter Vertrag. In San Francisco war er allerdings nur Quarterback Nummer drei hinter Brock Purdy und Brandon Allen und kam erst in den beiden letzten Saisonspielen zum Einsatz. Bei seinem einzigen Einsatz als Starter in Woche 18 warf er 2 Touchdownpässe und erlief einen weiter Touchdown.
Am 18. März 2025 gaben die New England Patriots Dobbs’ Verpflichtung bekannt.

### NFL-Statistiken
| 2017                               | PIT    | kein Einsatz | kein Einsatz | kein Einsatz | kein Einsatz | kein Einsatz | kein Einsatz | kein Einsatz | kein Einsatz | kein Einsatz | kein Einsatz | kein Einsatz | kein Einsatz |
| 2018                               | PIT    | 5            | 0            | 6–12         | 50,0         | 43           | 0            | 1            | 24,0         | 4            | 11           | 2,8          | 0            |
| 2019                               | JAX    | kein Einsatz | kein Einsatz | kein Einsatz | kein Einsatz | kein Einsatz | kein Einsatz | kein Einsatz | kein Einsatz | kein Einsatz | kein Einsatz | kein Einsatz | kein Einsatz |
| 2020                               | PIT    | 1            | 0            | 4–5          | 80,0         | 2            | 0            | 0            | 79,2         | 2            | 20           | 10,0         | 0            |
| 2021                               | PIT    | kein Einsatz | kein Einsatz | kein Einsatz | kein Einsatz | kein Einsatz | kein Einsatz | kein Einsatz | kein Einsatz | kein Einsatz | kein Einsatz | kein Einsatz | kein Einsatz |
| 2022                               | CLE    | kein Einsatz | kein Einsatz | kein Einsatz | kein Einsatz | kein Einsatz | kein Einsatz | kein Einsatz | kein Einsatz | kein Einsatz | kein Einsatz | kein Einsatz | kein Einsatz |
| 2022                               | TEN    | 2            | 2            | 40–68        | 58,8         | 411          | 2            | 2            | 73,8         | 8            | 44           | 5,5          | 0            |
| 2023                               | ARI    | 8            | 8            | 167–266      | 62,8         | 1569         | 8            | 5            | 81,2         | 47           | 259          | 5,5          | 3            |
| 2023                               | MIN    | 5            | 4            | 95–151       | 62,9         | 895          | 5            | 5            | 76,4         | 30           | 163          | 5,4          | 3            |
| 2024                               | SFO    | 2            | 1            | 32–47        | 68,1         | 361          | 2            | 2            | 87,3         | 9            | 24           | 2,7          | 2            |
| Gesamt                             | Gesamt | 23           | 15           | 344–549      | 62,7         | 3281         | 17           | 15           | 78,1         | 100          | 520          | 5,2          | 8            |
| Quelle: pro-football-reference.com |        |              |              |              |              |              |              |              |              |              |              |              |              |

## Persönliches
Dobbs studierte Luft- und Raumfahrttechnik an der University of Tennessee und beendete sein Studium mit einem Grade Point Average von 4,0. Er absolvierte während der Sommerpause der NFL zwei Praktika bei der NASA.
Bei Dobbs wurde im Alter von zehn Jahren Alopecia areata diagnostiziert, die sich später zu einer Alopecia totalis entwickelte, weshalb er nicht nur keine Haare, sondern auch keine Augenbrauen hat. Er setzt sich dafür ein, auf die Erkrankung aufmerksam zu machen.